# Anchoviella vaillanti
Anchoviella vaillanti is een straalvinnige vissensoort uit de familie van de ansjovissen (Engraulidae). De wetenschappelijke naam van de soort is voor het eerst geldig gepubliceerd in 1908 door Steindachner.